# Scopula poliodesma
Scopula poliodesma là một loài bướm đêm trong họ Geometridae.